# Elena Molokhovets
Elena Ivanovna Molokhovets (Елена Ивановна Молоховец) (Arcangel, 1831 — São Petersburgo c.1918), foi autora do livro Um presente para jovens donas de casa.

## Biografia
Nascida em 1831 de uma família nobre da Rússia, cujo patriarca era inspetor da alfândega. Foi educada na Sociedade Imperial para Meninas Nobre. Casou-se com o arquiteto Franz Molokhovetz, tendo nove filhos e uma filha.
Elena, faleceu em São Petersburgo no ano de 1918 (data provável), mas deixando para sí o notável reconhecimento de ter criado o livro de culinária de maior influência do seu século.